# Kostas Stafylidis
Konstantinos Stafylidis, más conocido como Kostas Stafylidis (Salónica, 2 de diciembre de 1993), es un futbolista griego. Juega de defensa y su equipo es el APOEL de Nicosia de la Primera División de Chipre.

## Selección nacional
Ha sido internacional con la selección de fútbol de Grecia; donde hasta ahora, ha jugado 32 partidos internacionales y anotó 2 goles por dicho seleccionado. Incluso participó con las selecciones inferiores de su país, donde jugó 39 partidos y anotó 5 goles.
| Club                       | Partidos | Goles |
| Selección de Grecia        | 32       | 2     |
| Selección de Grecia sub-21 | 10       | 0     |
| Selección de Grecia sub-20 | 7        | 1     |
| Selección de Grecia sub-19 | 21       | 4     |
| Selección de Grecia sub-17 | 1        | 0     |

## Clubes
| Club                            | País       | Año       | Partidos | Goles |
| ------------------------------- | ---------- | --------- | -------- | ----- |
| PAOK de Salónica F. C.          | Grecia     | 2011-2012 | 20       | 0     |
| Bayer 04 Leverkusen             | Alemania   | 2012-2015 | 1        | 0     |
| PAOK de Salónica F. C. (cedido) | Grecia     | 2012-2013 | 24       | 2     |
| Fulham F. C. (cedido)           | Inglaterra | 2014-2015 | 44       | 0     |
| F. C. Augsburgo                 | Alemania   | 2015-2019 | 61       | 5     |
| Stoke City F. C. (cedido)       | Inglaterra | 2018      | 5        | 0     |
| TSG 1899 Hoffenheim             | Alemania   | 2019-2022 | 7        | 1     |
| VfL Bochum (cedido)             | Alemania   | 2021-2022 | 26       | 0     |
| VfL Bochum                      | Alemania   | 2022-2023 | 19       | 0     |
| F. C. Hansa Rostock             | Alemania   | 2024      | 11       | 0     |
| APOEL de Nicosia                | Chipre     | 2025-     |          |       |